# Jorgos Panaji
Jorgos Panaji (gr. Γιώργος Παναγή, ur. 3 listopada 1986 w Larnace) – cypryjski piłkarz grający na pozycji pomocnika.

## Kariera klubowa
Karierę rozpoczął w klubie Nea Salamina. W 2002 podpisał z nim profesjonalny kontrakt. W 2007 trafił do Anorthosisu Famagusta, z którym w pierwszym sezonie zdobył mistrzostwo. W 2009 przeszedł do Omonii Nikozja. Wywalczył z tym klubem mistrzostwo i puchar kraju. W 2011 podpisał trzyletni kontrakt z Alki Larnaka. W styczniu 2012 został wypożyczony do Anagennisi Derinia. W 2013 przez krótki czas grał w Ermisie Aradipu, by potem wrócić do Nei Salaminy. Występował też w Omonii Aradipu, gdzie w 2015 roku zakończył karierę.
4 listopada 2008 strzelił dla Anorthosisu gola w meczu Ligi Mistrzów z Interem Mediolan, dzięki czemu stał się pierwszym cypryjskim piłkarzem, który zdobył bramkę w tych rozgrywkach reprezentując cypryjski klub piłkarski.

## Kariera reprezentacyjna
Panaji rozegrał 14 meczów dla reprezentacji Cypru.